# Achryson undulatum
Achryson undulatum là một loài bọ cánh cứng trong họ Cerambycidae.